# E773号線
E773号線 (E773ごうせん、英: European route E773) はブルガリアにあり、プロヴディフ – ブルガスを結ぶ、欧州自動車道路のBクラス幹線道路。

## 経路
- ブルガリア
  - E80号線 – プロヴディフ
  - E85号線 – スタラ・ザゴラ
  - E87号線 – ブルガス